# ناحیه کالیفرنیا، میشیگان
ناحیه کالیفرنیا (به انگلیسی: California Township) یک منطقهٔ مسکونی در ایالات متحده آمریکا است که در شهرستان برنچ، میشیگان واقع شده‌است.
 ناحیه کالیفرنیا ۵۵٫۲ کیلومتر مربع مساحت و ۱٬۰۴۰ نفر جمعیت دارد و ۳۲۳ متر بالاتر از سطح دریا واقع شده‌است.